# Eleições estaduais no Tocantins em 2022
As eleições estaduais no Tocantins em 2022 foram realizadas em 2 de outubro (primeiro turno) e 30 de outubro (segundo turno, caso necessário). Os eleitores aptos elegeram um governador, vice-governador, um senador, oito deputados federais e 24 estaduais. O governador em exercício durante o pleito foi Wanderlei Barbosa, do Republicanos, vice-governador eleito em 2018, que assumiu o cargo com a renúncia do titular Mauro Carlesse. Wanderlei foi reeleito e assumiu o mandato em 1.º de janeiro de 2023, e com a aprovação da Emenda Constitucional nº 111, terá seu término em 6 de janeiro de 2027. Na eleição ao Senado Federal, foi eleita Prof. Dorinha, do União Brasil.

## Calendário eleitoral
| Calendário eleitoral      | Calendário eleitoral                                                                       |
| ------------------------- | ------------------------------------------------------------------------------------------ |
| 15 de maio                | Início do financiamento coletivo dos pré-candidatos                                        |
| 20 de julho a 5 de agosto | Convenções partidárias para a escolha dos candidatos e das coligações                      |
| 2 de outubro              | Primeiro turno das eleições                                                                |
| 7 a 28 de outubro         | Propaganda eleitoral gratuita no rádio e na televisão relativa a um eventual segundo turno |
| 30 de outubro             | Eventual segundo turno das eleições                                                        |
| até 19 de dezembro        | Diplomação dos eleitos pela Justiça Eleitoral                                              |

## Candidatos ao governo do Tocantins
| Candidato(a) a governador(a)                                                          | Candidato(a) a governador(a)                                                          | Candidato(a) a governador(a)                                                          | Candidato(a) a vice-governador(a)                                                     | Nº                                                                                    | Coligação /Federação                                                                             | Tempo de horário eleitoral |
| ------------------------------------------------------------------------------------- | ------------------------------------------------------------------------------------- | ------------------------------------------------------------------------------------- | ------------------------------------------------------------------------------------- | ------------------------------------------------------------------------------------- | ------------------------------------------------------------------------------------------------ | -------------------------- |
|                                                                                       |                                                                                       | Karol Chaves PSOL                                                                     | Silvio de Sousa PSOL                                                                  | 50                                                                                    | Sem coligação Federação PSOL REDE                                                                | 0:26                       |
|                                                                                       |                                                                                       | Paulo Mourão PT                                                                       | Prof Germana PCdoB                                                                    | 13                                                                                    | Sem coligação FE Brasil (PT, PV e PCdoB)                                                         | 1:45                       |
|                                                                                       |                                                                                       | Wanderlei Barbosa Republicanos                                                        | Laurez Moreira PDT                                                                    | 10                                                                                    | União pelo Tocantins Republicanos, PDT, Federação PSDB Cidadania, UNIÃO, Solidariedade, PTB, PSC | 4:36                       |
|                                                                                       |                                                                                       | Irajá PSD                                                                             | Professora Lires PSD                                                                  | 55                                                                                    | O Futuro é pra Já PSD, PSB, PP, Avante, Patriota, PRTB, PROS                                     | 1:08                       |
|                                                                                       |                                                                                       | Ronaldo Dimas PL                                                                      | Freire Junior MDB                                                                     | 22                                                                                    | A Transformação que o Tocantins Precisa PL, MDB, PODE                                            | 2:04                       |
|                                                                                       |                                                                                       | Carmen Hannud PCO                                                                     | Antonio Costa PCO                                                                     | 29                                                                                    | Sem coligação PCO                                                                                | Não possui                 |
|                                                                                       |                                                                                       | Coronel Ricardo Macedo PMB                                                            | Geldes PMB                                                                            | 35                                                                                    | Sem coligação PMB                                                                                | Não possui                 |
|                                                                                       |                                                                                       | Dr Luciano do Oswaldo Cruz DC                                                         | Luciene Mamedes DC                                                                    | 27                                                                                    | Sem coligação DC                                                                                 | Não possui                 |
| Apresentação de acordo com a ordem da propaganda eleitoral e representação partidária | Apresentação de acordo com a ordem da propaganda eleitoral e representação partidária | Apresentação de acordo com a ordem da propaganda eleitoral e representação partidária | Apresentação de acordo com a ordem da propaganda eleitoral e representação partidária | Apresentação de acordo com a ordem da propaganda eleitoral e representação partidária | Apresentação de acordo com a ordem da propaganda eleitoral e representação partidária            | Sobras: 0:01               |

## Candidatos ao Senado Federal
| Candidato(a) a senador(a)                             | Candidato(a) a senador(a)                             | Candidato(a) a senador(a)                             | Candidatos a suplente                                                 | Nº                                                    | Coligação /Federação                                                                             | Tempo de horário eleitoral |
| ----------------------------------------------------- | ----------------------------------------------------- | ----------------------------------------------------- | --------------------------------------------------------------------- | ----------------------------------------------------- | ------------------------------------------------------------------------------------------------ | -------------------------- |
|                                                       |                                                       | Vilela do PT PT                                       | 1º: Dr Luiz Antônio (PT) 2º: Verônica (PT)                            | 131                                                   | Sem coligação FE Brasil (PT, PV e PCdoB)                                                         | 0:54                       |
|                                                       |                                                       | Kátia PP                                              | 1º: Fernando Ibere (PP) 2º: Soldado Alcivan (PP)                      | 111                                                   | Sem coligação PP                                                                                 | 0:31                       |
|                                                       |                                                       | Professora Dorinha UNIÃO                              | 1º: Professora Lu (UNIÃO) 2º: Mauricio Buffon (PTB)                   | 444                                                   | União pelo Tocantins Republicanos, PDT, Federação PSDB Cidadania, UNIÃO, Solidariedade, PTB, PSC | 2:27                       |
|                                                       |                                                       | Pastor Claudemir Lopes Patriota                       | 1º: Pastor Joceval Martins (Patriota) 2º: Zezinho Contador (Patriota) | 510                                                   | Sem coligação Patriota                                                                           | 0:10                       |
|                                                       |                                                       | Carlos Amastha PSB                                    | 1º: Oswaldo Stival (PSB) 2º: Adir Gentil (PSB)                        | 400                                                   | Sem coligação PSB                                                                                | 0:26                       |
|                                                       |                                                       | Ataídes de Oliveira PROS                              | 1º: Jose Maria (PROS) 2º: Ricardo JM (PROS)                           | 900                                                   | Sem coligação PROS                                                                               | 0:09                       |
|                                                       |                                                       | Lúcia Maria PSOL                                      | 1º: Bernadete Ferreira (PSOL) 2º: Edgar Gomes (PSOL)                  | 500                                                   | Sem coligação Federação PSOL REDE                                                                | 0:11                       |
|                                                       |                                                       | Andrea Schmidt PMB                                    | 1º: Holdridge (PMB) 2º: Carlos Wagner (PMB)                           | 353                                                   | Sem coligação PMB                                                                                | Não possui                 |
|                                                       |                                                       | Lazara Castro DC                                      | 1º: Eula Angelim (DC) 2º: Gislene Lopes (DC)                          | 271                                                   | Sem coligação DC                                                                                 | Não possui                 |
|                                                       |                                                       | Marcelo Claudio PRTB                                  | 1º: Elisafan Martins (PRTB) 2º: Fátima Figueiredo (PRTB)              | 288                                                   | Sem coligação PRTB                                                                               | Não possui                 |
| Apresentação de acordo com a representação partidária | Apresentação de acordo com a representação partidária | Apresentação de acordo com a representação partidária | Apresentação de acordo com a representação partidária                 | Apresentação de acordo com a representação partidária | Apresentação de acordo com a representação partidária                                            | Sobras: 0:12               |

### Renúncias
- Bispo Guaracy (Avante) - Candidato a Senador. Chegou a ter candidatura registrada, mas renunciou após seu partido apoiar a candidatura de Lula da Silva à Presidência da República.[23]
- Mauro Carlesse (Agir) - Candidato a Senador. Mauro renunciou em 5 de setembro, ele afirma que vem sofrendo perseguição e atendeu o pedido de seus familiares para abandonar a candidatura.[24]

### Indeferido
- Vanderlan Gomes (PRTB) - Teve a candidatura ao Senado Federal indeferida pelo TRE-TO.[25]

## Pesquisas

### Para governador
| Período     | Instituto                | Amostragem | Wanderlei (Republicanos) | Dimas (PL)              | Irajá (PSD) | Mourão (PT) | Karol (PSOL) | Luciano (DC) | Ricardo (PMB) | Carmen (PCO) | B/N   | NS/NR  | Vantagem |    |    |    |    |    |     |
| ----------- | ------------------------ | ---------- | ------------------------ | ----------------------- | ----------- | ----------- | ------------ | ------------ | ------------- | ------------ | ----- | ------ | -------- | -- | -- | -- | -- | -- | --- |
| Período     | Instituto                | Amostragem | 17-20/08                 | Promotion TO-03546/2022 | 900         | 33%         | 19%          | 14%          | 13%           | 2%           | B/N   | NS/NR  | Vantagem | 2% | 2% | 1% | 6% | 8% | 14% |
| 18-20/08    | O Girassol TO-07453/2022 | 800        | 36,5%                    | 18,5%                   | 5,25%       | 8%          | 1,25%        | 0,5%         | 3,5%          | 0%           | 8,26% | 6,38%  | 18%      |    |    |    |    |    |     |
| 20-22/08    | IPEC TO-04301/2022       | 800        | 40%                      | 17%                     | 8%          | 8%          | 1%           | 1%           | 1%            | 1%           | 12%   | 12%    | 23%      |    |    |    |    |    |     |
| 21-25/08    | VOPE TO-09677/2022       | 1 500      | 42%                      | 18%                     | 9%          | 9%          | 0%           | 4%           | 1%            | 0%           | 7%    | 10%    | 24%      |    |    |    |    |    |     |
| 27-30/08    | Vetor TO-04812/2022      | 1 020      | 42%                      | 17%                     | 7%          | 7%          | 0%           | 1%           | 1%            | 0%           | 4%    | 21%    | 25%      |    |    |    |    |    |     |
| 31/08-04/09 | VOPE TO-01187/2022       | 1 500      | 46%                      | 17%                     | 7%          | 7%          | 1%           | 3%           | 2%            | 1%           | 7%    | 9%     | 29%      |    |    |    |    |    |     |
| 05-07/09    | O Girassol TO-05614/2022 | 800        | 47%                      | 15,25%                  | 6,25%       | 9,25%       | 1,25%        | 0,5%         | 1%            | 0,5%         | 3,25% | 2,25%  | 31,75%   |    |    |    |    |    |     |
| 06-10/09    | IVOX TO-09003/2022       | 900        | 48%                      | 14%                     | 8%          | 9%          | 0%           | 3%           | 1%            | 0%           | 7%    | 10%    | 34%      |    |    |    |    |    |     |
| 10-14/09    | Vetor TO-03127/2022      | 1 020      | 46%                      | 15%                     | 7%          | 7%          | 0%           | 1%           | 1%            | 0%           | 6%    | 17%    | 31%      |    |    |    |    |    |     |
| 16-18/09    | IPEC TO-09696/2022       | 800        | 45%                      | 17%                     | 8%          | 6%          | 1%           | 1%           | 1%            | 0%           | 8%    | 13%    | 28%      |    |    |    |    |    |     |
| 14-18/09    | VOPE TO-01609/2022       | 1 500      | 51%                      | 15%                     | 7%          | 8%          | 0%           | 3%           | 2%            | 0%           | 7%    | 7%     | 36%      |    |    |    |    |    |     |
| 16-19/09    | O Girassol TO-07556/2022 | 800        | 51%                      | 15%                     | 5%          | 10,5%       | 0,5%         | 0,75%        | 0,5%          | 0,5%         | 3%    | 13,25% | 36%      |    |    |    |    |    |     |
| 23-27/09    | VOPE TO-00722/2022       | 1.500      | 55%                      | 18%                     | 7%          | 8%          | 0%           | 2%           | 1%            | 0%           | 4%    | 5%     | 37%      |    |    |    |    |    |     |

### Para senador
| Período     | Instituto                | Amostragem | Katia (PP) | Dorinha (UNIÃO)         | Amastha (PSB) | Carlesse (Agir) | Ataídes (PROS) | Vilela (PT) | Claudemir (Patriota) | Guaracy (Avante) | Lazara (DC) | Lucia (PSOL) | Marcelo (PRTB)  | Andrea (PMB) | B/N   | NS/NR | Vantagem |    |              |    |    |    |    |
| ----------- | ------------------------ | ---------- | ---------- | ----------------------- | ------------- | --------------- | -------------- | ----------- | -------------------- | ---------------- | ----------- | ------------ | --------------- | ------------ | ----- | ----- | -------- | -- | ------------ | -- | -- | -- | -- |
| Período     | Instituto                | Amostragem | 17-20/08   | Promotion TO-03546/2022 | 900           | 19%             | 18%            | 16%         | 11%                  | 10%              | 5%          | 2%           | 1%              | 1%           | B/N   | NS/NR | Vantagem | 1% | 1% Vanderlan | 0% | 9% | 6% | 1% |
| 18-20/08    | O Girassol TO-07453/2022 | 800        | 20,5%      | 17,13%                  | 11%           | 14,5%           | 8%             | 2,63%       | 2,75%                | 1,38%            | 0,13%       | 0,75%        | 2% Vanderlan    | 0,13%        | 4,75% | 3,50% | 3,37%    |    |              |    |    |    |    |
| 20-22/08    | IPEC TO-04301/2022       | 800        | 18%        | 19%                     | 8%            | 9%              | 7%             | 2%          | 2%                   | 1%               | 1%          | 1%           | 2% Vanderlan    | 1%           | 12%   | 17%   | 1%       |    |              |    |    |    |    |
| 21-25/08    | VOPE TO-09677/2022       | 1 500      | 22%        | 19%                     | 8%            | 10%             | 16%            | 2%          | 2%                   | —                | 0%          | 0%           | —               | 0%           | 9%    | 12%   | 3%       |    |              |    |    |    |    |
| 27-30/08    | Vetor TO-04812/2022      | 1 500      | 20%        | 23%                     | 8%            | 8%              | 6%             | 2%          | 1%                   | —                | 0%          | 0%           | 0% Vanderlan    | 0%           | 5%    | 27%   | 3%       |    |              |    |    |    |    |
| 31/08-04/09 | VOPE TO-01187/2022       | 1 500      | 21%        | 24%                     | 10%           | 10%             | 12%            | 2%          | 1%                   | —                | 0%          | 0%           | —               | 0%           | 8%    | 12%   | 3%       |    |              |    |    |    |    |
| 05-07/09    | O Girassol TO-05614/2022 | 800        | 24,5%      | 20,5%                   | 12,25%        | 1,25%           | 11,25%         | 3,5%        | 2,25%                | —                | 1,5%        | 2%           | 0,75% Vanderlan | 0,5%         | 5,75% | 2,5%  | 4%       |    |              |    |    |    |    |
| 06-10/09    | IVOX TO-09003/2022       | 900        | 17%        | 26%                     | 22%           | —               | 12%            | 2%          | 1%                   | —                | 1,5%        | 0%           | —               | 1%           | 7%    | 12%   | 4%       |    |              |    |    |    |    |
| 10-14/09    | Vetor TO-03127/2022      | 1 020      | 21%        | 30%                     | 9%            | —               | 7%             | 3%          | 2%                   | —                | 0%          | 1%           | 1% Vanderlan    | 0%           | 6%    | 20%   | 9%       |    |              |    |    |    |    |
| 16-18/09    | IPEC TO-09696/2022       | 800        | 20%        | 26%                     | 8%            | —               | 8%             | 3%          | 3%                   | —                | 1%          | 1%           | 2%              | 1%           | 10%   | 18%   | 6%       |    |              |    |    |    |    |
| 14-18/09    | VOPE TO-01609/2022       | 1 500      | 20%        | 33%                     | 21%           | —               | 8%             | 2%          | 1%                   | —                | 0%          | 0%           | —               | 1%           | 6%    | 8%    | 12%      |    |              |    |    |    |    |
| 16-19/09    | O Girassol TO-07556/2022 | 800        | 27,5%      | 24,5%                   | 13,5%         | —               | 12,25%         | 4%          | 2%                   | —                | 1%          | 0,5%         | 0,5%            | 0,5%         | 5%    | 8,75% | 3%       |    |              |    |    |    |    |
| 23-27/09    | VOPE TO-00722/2022       | 1.500      | 22%        | 37%                     | 19%           | —               | 8%             | 2%          | 1%                   | —                | 0%          | 0%           | 0%              | 1%           | 6%    | 4%    | 15%      |    |              |    |    |    |    |

## Assembleia Legislativa
Resultado da última eleição estadual e a situação atual da bancada na Assembleia Legislativa do Tocantins: 
| Filiação Partidária | Filiação Partidária | Membros | Membros    | +/–     |   |
| Filiação Partidária | Filiação Partidária | Eleitos | Atualidade | +/–     |   |
| ------------------- | ------------------- | ------- | ---------- | ------- | - |
|                     | Republicanos        | 0       | 9          | 9       |   |
|                     | UNIÃO               | Novo    | 4          | 4       |   |
|                     | PCdoB               | 0       | 2          | 2       |   |
|                     | PT                  | 2       | 2          | Estável |   |
|                     | MDB                 | 5       | 1          | 4       |   |
|                     | Solidariedade       | 3       | 1          | 2       |   |
|                     | PL                  | 1       | 1          | Estável |   |
|                     | Agir                | 1       | 1          | Estável |   |
|                     | Cidadania           | 1       | 1          | Estável |   |
|                     | PSC                 | 0       | 1          | 1       |   |
|                     | PV                  | 2       | 1          | 1       |   |
|                     | PSDB                | 2       | 0          | 2       |   |
|                     | PP                  | 1       | 0          | 1       |   |
|                     | PSB                 | 1       | 0          | 1       |   |
|                     | PROS                | 1       | 0          | 1       |   |
|                     | PHS                 | 1       | 0          | 1       |   |
|                     | DEM                 | 1       | 0          | 1       |   |
|                     | PSL                 | 1       | 0          | 1       |   |
|                     | PPL                 | 1       | 0          | 1       |   |
| Total               | Total               | 24      | 24         | –       | – |

## Debates

### Para governador(a)
| Data                   | Organizadores        | Mediador        | Irajá (PSD) | Karol (PSOL) | Mourão (PT) | Dimas (PL) | Wanderlei (Republicanos) | Carmen (PCO)  | Ricardo (PMB) | Luciano (DC)  |
| ---------------------- | -------------------- | --------------- | ----------- | ------------ | ----------- | ---------- | ------------------------ | ------------- | ------------- | ------------- |
| 2 de setembro de 2022  | TV Jovem             | Léo Cândido     | Presente    | Presente     | Presente    | Presente   | Presente                 | Não convidada | Não convidado | Não convidado |
| 23 de setembro de 2022 | TV Norte Tocantins   | Márcia Lasmar   | Presente    | Presente     | Presente    | Presente   | Ausente                  | Não convidada | Não convidado | Não convidado |
| 27 de setembro de 2022 | TV Anhanguera Palmas | Heraldo Pereira | Presente    | Presente     | Presente    | Presente   | Ausente                  | Não convidada | Não convidado | Não convidado |

### Vice-governador(a)
| Data                   | Organizadores      | Mediador      | Germana (Mourão) | Freire (Dimas) | Silvio (Karol) | Lires (Irajá) | Laurez (Wanderlei) | Antonio (Carmen) | Geldes (Ricardo) | Luciene (Luciano) |
| ---------------------- | ------------------ | ------------- | ---------------- | -------------- | -------------- | ------------- | ------------------ | ---------------- | ---------------- | ----------------- |
| 22 de setembro de 2022 | TV Norte Tocantins | Márcia Lasmar | Presente         | Presente       | Ausente        | Ausente       | Ausente            | Não convidada    | Não convidado    | Não convidado     |

## Resultados

### Governador
| Candidato (a)                    | Vice                   | 1° turno 2 de outubro de 2022. | 1° turno 2 de outubro de 2022. |
| Candidato (a)                    | Vice                   | Total                          | Porcentagem                    |
| -------------------------------- | ---------------------- | ------------------------------ | ------------------------------ |
| Wanderlei Barbosa (Republicanos) | Laurez Ferreira (PDT)  | 481 496                        | 58,14%                         |
| Ronaldo Dimas (PL)               | Freire Júnior (MDB)    | 186 361                        | 22,5%                          |
| Paulo Mourão (PT)                | Prof Germana (PCdoB)   | 88 143                         | 10,64%                         |
| Irajá Abreu (PSD)                | Prof.Lires (PSD)       | 63 048                         | 7,61%                          |
| Ricardo Macedo (PMB)             | Geldes Passos (PMB)    | 5 043                          | 0,61%                          |
| Dr.Luciano (DC)                  | Luciene Mamedes        | 1 232                          | 0,15%                          |
| Carmen Hannud (PCO)              | Antonio Costa (PCO)    | 384                            | 0,05%                          |
| Total de votos válidos           | Total de votos válidos | 827 817                        | 93,06%                         |
| Brancos                          | Brancos                | 23 065                         | 2,59%                          |
| Nulos                            | Nulos                  | 38 814                         | 4,31%                          |
| Total de Votos                   | Total de Votos         | 889 580                        | 81,45%                         |
| Abstenções                       | Abstenções             | 202 609                        | 18,55%                         |
| Total de Inscritos               | Total de Inscritos     | 1 092 229                      | 100%                           |

### Senador
| Candidato(a)                      | Turno único 2 de outubro de 2022. | Turno único 2 de outubro de 2022. |
| Candidato(a)                      | Total                             | Porcentagem                       |
| --------------------------------- | --------------------------------- | --------------------------------- |
| Professora Dorinha (UNIÃO)        | 395.408                           | 50,42%                            |
| Kátia Abreu (PP)                  | 145.104                           | 18,5%                             |
| Carlos Amastha (PSB)              | 100.649                           | 12,83%                            |
| Ataídes Oliveira (PROS)           | 69.420                            | 8,85%                             |
| Vilela do PT (PT)                 | 44.203                            | 5,64%                             |
| Pastor Claudemir Lopes (Patriota) | 20.704                            | 2,64%                             |
| Andrea Schmidt (PMB)              | 5.745                             | 0,73%                             |
| Lúcia Viana (PSOL)                | 1.622                             | 0,21%                             |
| Lázara Merley (DC)                | 588                               | 0,07%                             |
| Total de votos válidos            | 784.200                           | 88,15%                            |
| Brancos                           | 35.690                            | 4,02%                             |
| Nulos                             | 69.690                            | 7,83%                             |
| Total                             |                                   |                                   |
| Abstenções                        |                                   |                                   |
| Total de inscritos                |                                   |                                   |

### Deputados federais eleitos
Esses são os 8 deputados federais eleitos que irão representar o Estado do Tocantins.

Representação eleita
  Republicanos: 3
  PL: 3
  PP: 1
  UNIÃO: 1

| Candidato(a)                       | Percentagem | Total de Votos | Cidade Natal              |
| ---------------------------------- | ----------- | -------------- | ------------------------- |
| Toinho Andrade (Republicanos)      | 7,68%       | 63.813 votos   | Porto Nacional, Tocantins |
| Vicentinho Júnior (PP)             | 6,66%       | 55.292 votos   | Goiânia, Goiás            |
| Alexandre Guimarães (Republicanos) | 6,59%       | 54.703 votos   | Araguaína, Tocantins      |
| Carlos Gaguim (UNIÃO)              | 6,29%       | 52.203 votos   | Ceres, Goiás              |
| Ricardo Ayres (Republicanos)       | 5,33%       | 45.880 votos   | Goiânia, Goiás            |
| Filipe Martins (PL)                | 4,37%       | 36.293 votos   | Goiânia, Goiás            |
| Eli Borges (PL)                    | 4,24%       | 35.171 votos   | Ipameri, Goiás            |
| Lázaro Botelho (PP)                | 1,65%       | 13.668 votos   | Loreto, Maranhão          |

### Deputados estaduais eleitos
Representação eleita
  Republicanos: 7
  PL: 4
  PSD: 3
  UNIÃO: 3
  FE Brasil: 2
  Federação PSDB Cidadania: 2
  PDT: 1
  PSB: 1
  SDD: 1
  PSC: 1

Esses são os 24 deputados estaduais eleitos que irão representar o estado do Tocantins na Assembleia Legislativa do estado.
| Candidato (a)            | Partido                              | Votação      |
| ------------------------ | ------------------------------------ | ------------ |
| Léo Barbosa              | Republicanos                         | 32.885 votos |
| Professora Janad Valcari | PL                                   | 31.587 votos |
| Jair Farias              | União                                | 31.442 votos |
| Jorge Frederico          | Republicanos                         | 24.929 votos |
| Amélio Cayres            | Republicanos                         | 22.921 votos |
| Nilton Franco            | Republicanos                         | 21.502 votos |
| Cleiton Cardoso          | Republicanos                         | 21.421 votos |
| Vilmar de Oliveira       | Solidariedade                        | 20.683 votos |
| Olyntho Neto             | Republicanos                         | 19.738 votos |
| Fabion Gomes             | PL                                   | 19.159 votos |
| Vanda Monteiro           | União                                | 17.995 votos |
| Valdemar Junior          | Republicanos                         | 17.779 votos |
| Ivory de Lira            | PCdoB (FE Brasil)                    | 15.651 votos |
| Luciano Oliveira         | PSD                                  | 15.648 votos |
| Eduardo do Dertins       | Cidadania (Federação PSDB Cidadania) | 15.512 votos |
| Eduardo Fortes           | PSD                                  | 15.446 votos |
| Eduardo Mantoan          | PSDB (Federação PSDB Cidadania)      | 14.062 votos |
| Marcus Marcelo           | PL                                   | 13.277 votos |
| Professor Junior Geo     | PSC                                  | 12.798 votos |
| Claudia Lelis            | PV (FE Brasil)                       | 12.674 votos |
| Moisemar Marinho         | PSB                                  | 12.553 votos |
| Wiston Gomes             | PSD                                  | 10.704 votos |
| Gutierres Torquato       | PDT                                  | 9.865 votos  |
| Gipão Sousa              | PL                                   | 8.271 votos  |